# Девятииглая колюшка
Девятииглая ко́люшка, или малая колюшка (Pungitius pungitius) — вид лучепёрых рыб семейства колюшковых.
Тело рыбы вытянутое и уплощённое по бокам, длиной от 5 до 7 см. Глаза относительно большие. Спина от серо-зелёного до бурого цвета, брюхо серебристое. Во время нереста у самцов бока и брюхо становятся чёрными, а брюшные колючки белыми. По размеру девятииглая колюшка меньше, чем трёхиглая колюшка.
Мигрирующий вид. Распространена в Северном Ледовитом и Атлантическом океанах от Канады и Аляски на юг до Нью-Джерси, США, а также в Тихом океане у побережья Аляски, в бассейне Великих озёр. В Евразии живёт у северного побережья Европы от Нидерландов до северной России, включая южную Норвегию и бассейн Балтийского моря. Широко распространена в пресных водах восточной Скандинавии. На восток распространена в Сибири и Японии.
Девятииглая колюшка питается беспозвоночными. Продолжительность жизни самцов 3 года, самок — 5 лет.
Экономического значения рыба не имеет.